# 駅子
駅子（えきし）とは、律令制において駅務に服務した者。

## 概要
駅戸に属する正丁・次丁・中男の中から充てられた。普段は駅馬を飼育しながら、駅家に勤務した。駅使に駅馬を供給する際に、駅子1名が付けられて先導役を務めるとともに、返却された馬を駅家まで連れ帰った。駅子は徭役（一部では課役）を免除されたが、駅の業務とそれに付随する負担はそれ以上であり、特に交通量の多い官道や山道ではその負担は大きなものがあった。特に時代が下るにつれて官人が駅鈴の定め以上の馬の提供を強要したり、目的外の使用も増加したりした。こうした負担に耐え切れなくなった駅戸が負担を拒絶して逃亡の一因にもなった。